# Buzău (distrito)

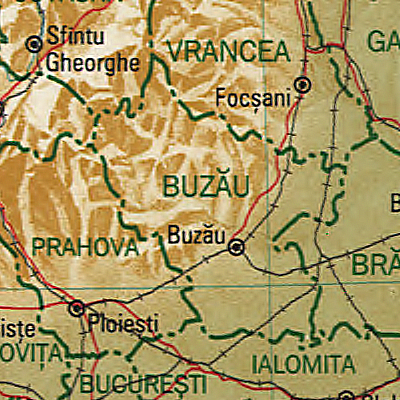
Mapa de Buzău.

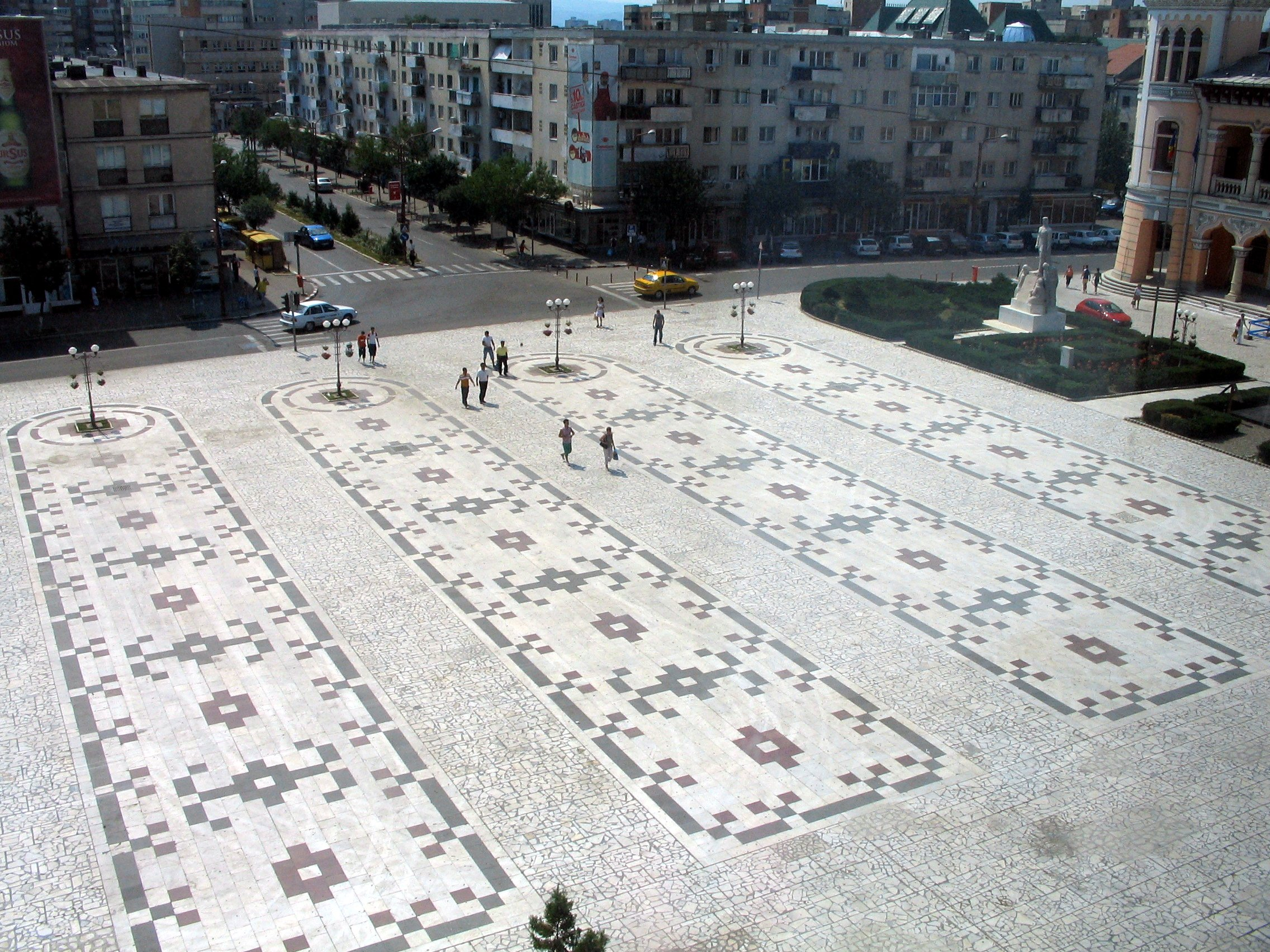
Praça Dacia, na cidade de Buzău.

Buzău é um judeţ (distrito) da Romênia, na região da Valáquia. Sua capital é a cidade de Buzău.

## Geografia
Buzău possui área total de 6 103 km². Na parte norte estão as montanhas do sul dos Cárpatos orientais - os montes Vrancea e os montes Buzău, com altitudes acima dos 1 700 metros. As altitudes diminuem no sul e no leste passando pelas colinas subcarpatianas até a planície Bărăgan de aproximadamente 80 metros de altitude.
O principal rio que corta o distrito é o Buzău, que reúne as águas de muitos riachos das montanhas e flui para leste, desaguando no rio Siret. A área é propensa a inundações, a do verão de 2005 destruiu a principal ponte em Mărăcineni, a norte de Buzău.

### Limites
- Brăila a leste;
- Prahova e Braşov a oeste;
- Covasna e Vrancea ao norte.
- Ialomiţa ao sul.

## Demografia
Em 2002, possuía uma população de 496.214 habitantes e uma densidade demográfica de 81 hab/km².

### Grupos étnicos
- romenos - 97%[1]
- ciganos - 2,9%
- outras minorias - 0,1%

### Evolução da população
| \| ano \| população[2] \| \| ---- \| ------------ \| \| 1930 \| 377.463 \| \| 1948 \| 430.225 \| \| 1956 \| 465.829 \| \| 1966 \| 480.951 \| \| 1977 \| 508.424 \| \| 1992 \| 516.961 \| \| 2002 \| 496.214 \| |           |
| ano | população |
| 1930 | 377.463   |
| 1948 | 430.225   |
| 1956 | 465.829   |
| 1966 | 480.951   |
| 1977 | 508.424   |
| 1992 | 516.961   |
| 2002 | 496.214   |

## Economia
As indústrias predominantes do distrito de Buzău são:
- indústria de componentes mecânicos; componentes automotivos e ferroviários;
- indústria metalúrgica;
- indústria de vidro;
- indústria alimentícia;
- indústria têxtil;
- indústria madeireira.

A área acidentada é muito apropriada para o vinho e pomar frutíferos. Sal e óleo são os principais recursos naturais obtidos na região.

## Turismo

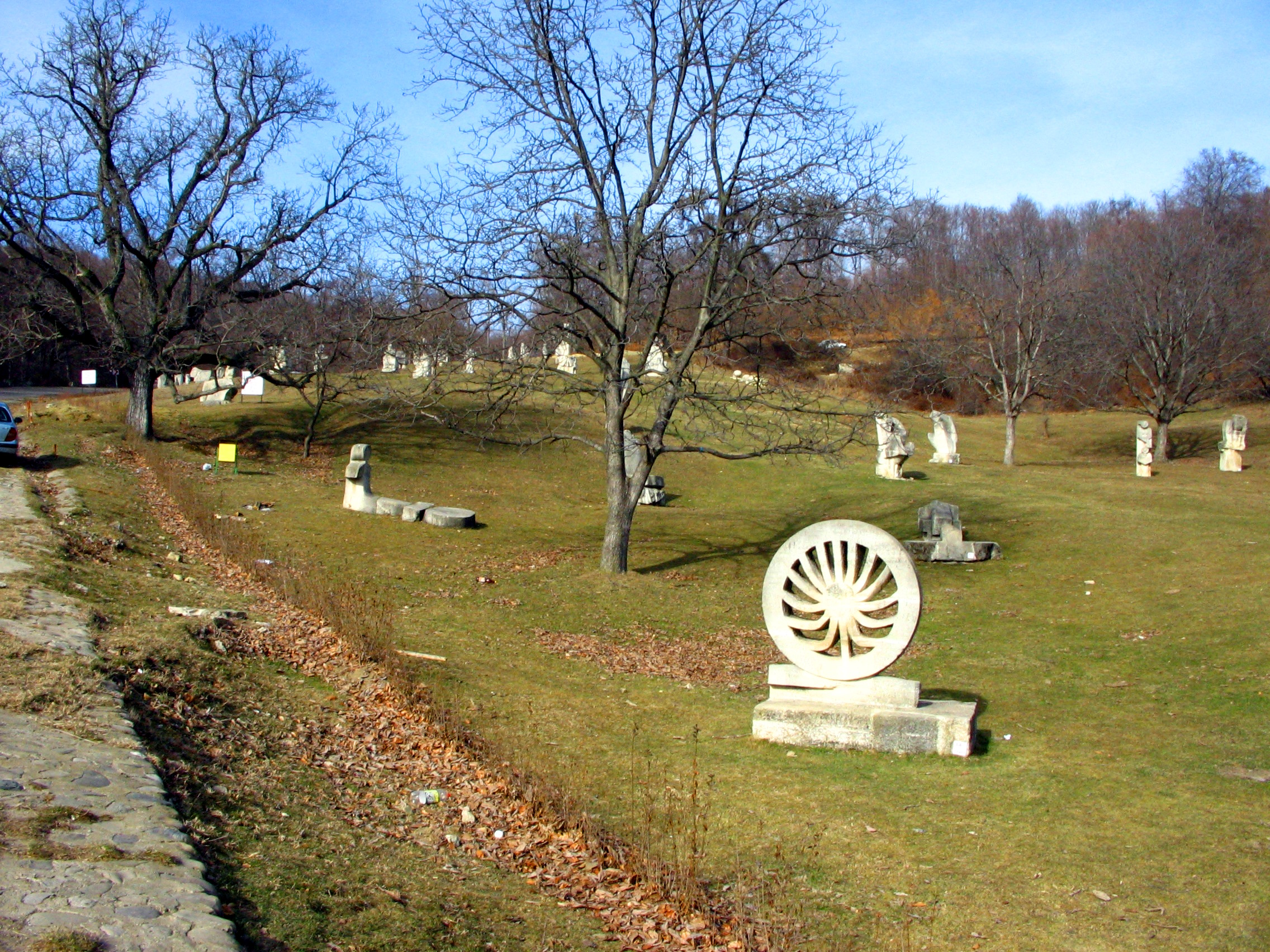
O campo de escultura de Măgura.

Os principais destinos turísticos são:
- a cidade de Buzău;
- os  montes Vrancea e os montes Buzău;
- os vulcões de lodo de Berca;
- o museu de âmbar em Colţi;
- o monastério de Ciolanu e o campo de escultura de Măgura;
- o monastério de Răteşti;
- os lagos de Balta Alba e Amara;
- os resorts de Amara e Sărata-Monteoru;

## Divisões administrativas
O distrito possui 2 municípios, 3 cidades e 82 comunas.

### Municípios
- Buzău
- Râmnicu Sărat

### Cidades
- Nehoiu
- Pogoanele
- Pătârlagele

### Comunas
| - Amaru - Bălăceanu - Balta Albă - Beceni - Berca - Bisoca - Blăjani - Boldu - Bozioru - Brădeanu - Brăeşti - Breaza - Buda - C.A. Rosetti - Calvini - Căneşti - Cătina - Cernăteşti - Chiliile | - Chiojdu - Cilibia - Cislău - Cochirleanca - Colţi - Costeşti - Cozieni - Florica - Gălbinaşi - Gherăseni - Ghergheasa - Glodeanu Sărat - Glodeanu-Siliştea - Grebănu - Gura Teghii - Largu - Lopătari - Luciu - Măgura | - Mărăcineni - Mărgăriteşti - Mânzăleşti - Merei - Mihăileşti - Movila Banului - Murgeşti - Năeni - Odăile - Padina - Pardoşi - Pănătău - Pârscov - Pietroasele - Podgoria - Poşta Câlnău - Puieşti - Racoviţeni - Râmnicelu | - Robeasca - Ruşeţu - Săgeata - Săhăteni - Săpoca - Săruleşti - Scorţoasa - Scutelnici - Siriu - Smeeni - Stâlpu - Tisău - Topliceni - Ţinteşti - Ulmeni - Unguriu - Vadu Paşii - Valea Râmnicului - Valea Salciei | - Vâlcelele - Verneşti - Vintilă Vodă - Vipereşti - Zărneşti - Ziduri |